# الإجهاض في باراغواي
الإجهاض في باراغواي غير قانوني إلا في حالة وجود تهديد لحياة المرأة. يمكن الحكم على أي شخص يقوم بإجراء عملية إجهاض بالسجن لمدة تتراوح بين 15 و30 شهرًا. وإذا تم الإجهاض دون موافقة المرأة، تزيد العقوبة إلى السجن من سنتين إلى خمس سنوات. إذا حدثت وفاة المرأة نتيجة الإجهاض، يمكن الحكم على الشخص الذي أجرى العملية بالسجن لمدة تتراوح بين 4 إلى 6 سنوات، ومن 5 إلى 10 سنوات في الحالات التي لم توافق فيها.
في باراغواي، 23 من أصل 100 حالة وفاة للشابات هي نتيجة لعمليات الإجهاض غير القانونية. وفيما يتعلق بمعدل الوفيات هذا، فإن باراغواي لديها واحدة من أعلى المعدلات في المنطقة.
في أبريل 2015، ظهرت قصة عن فتاة باراغواي تبلغ من العمر 10 سنوات وكانت حامل في الأسبوع 22 نتيجة تعرضها للاغتصاب والحمل من قبل زوج والدتها. وتم اكتشاف الحمل في نفس الشهر بعد أن أحضرتها والدة الفتاة إلى مستشفى محلي بسبب آلام في البطن، والتي تبين أنها مرتبطة بالحمل. تم رفض دعوات والدتها وكذلك أفراد المجتمع الغاضبين في جميع أنحاء العالم للحصول على إذن للسماح للفتاة بالخضوع لعملية الإجهاض. أنجبت الفتاة الطفل عبر عملية قيصرية في مستشفى الصليب الأحمر في مدينة أسونسيون عاصمة باراغواي في وقت لاحق من ذلك العام. ومنذ ذلك الحين، تمت محاكمة زوج أم الفتاة بتهمة الاغتصاب، كما اتُهمت والدتها أيضًا بالإهمال لدورها المزعوم في الظروف المحيطة باغتصاب ابنتها وحملها. أدت الطبيعة البارزة لهذه القضية إلى دفع الأحزاب اليسارية المعارضة إلى الضغط من أجل قوانين أقل تقييدًا للإجهاض في باراغواي، كما هو الحال في حالات حمل الأطفال وفي حالات الاعتداء الجنسي. وقد وجدت الأمم المتحدة أن معدل وفيات الأمهات أعلى بأربعة أضعاف بين الفتيات تحت سن 16 عامًا في أمريكا اللاتينية. وبحسب ما ورد نجت الفتاة البالغة من العمر 10 سنوات من الولادة، وطلبت والدتها وجدتها الحضانة القانونية للطفلة المولودة حديثًا.